# Bloc (géologie)
Pour les articles homonymes, voir bloc.

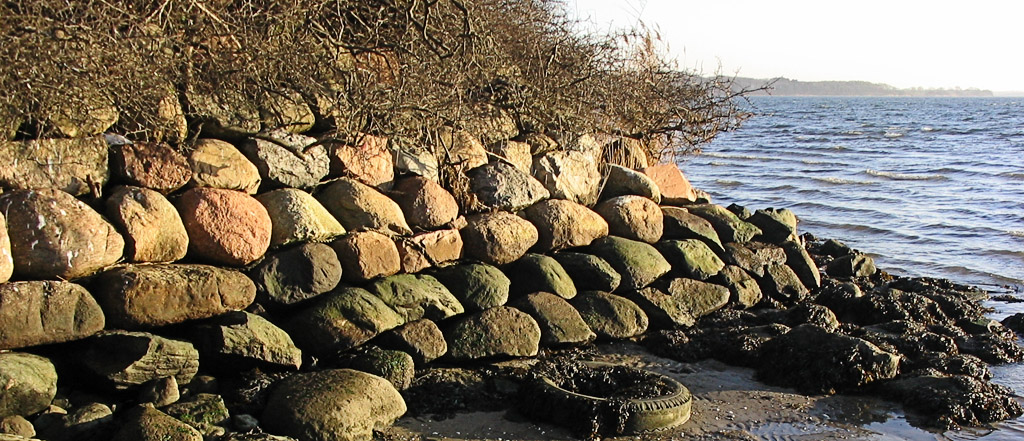
Digue en blocs naturels.

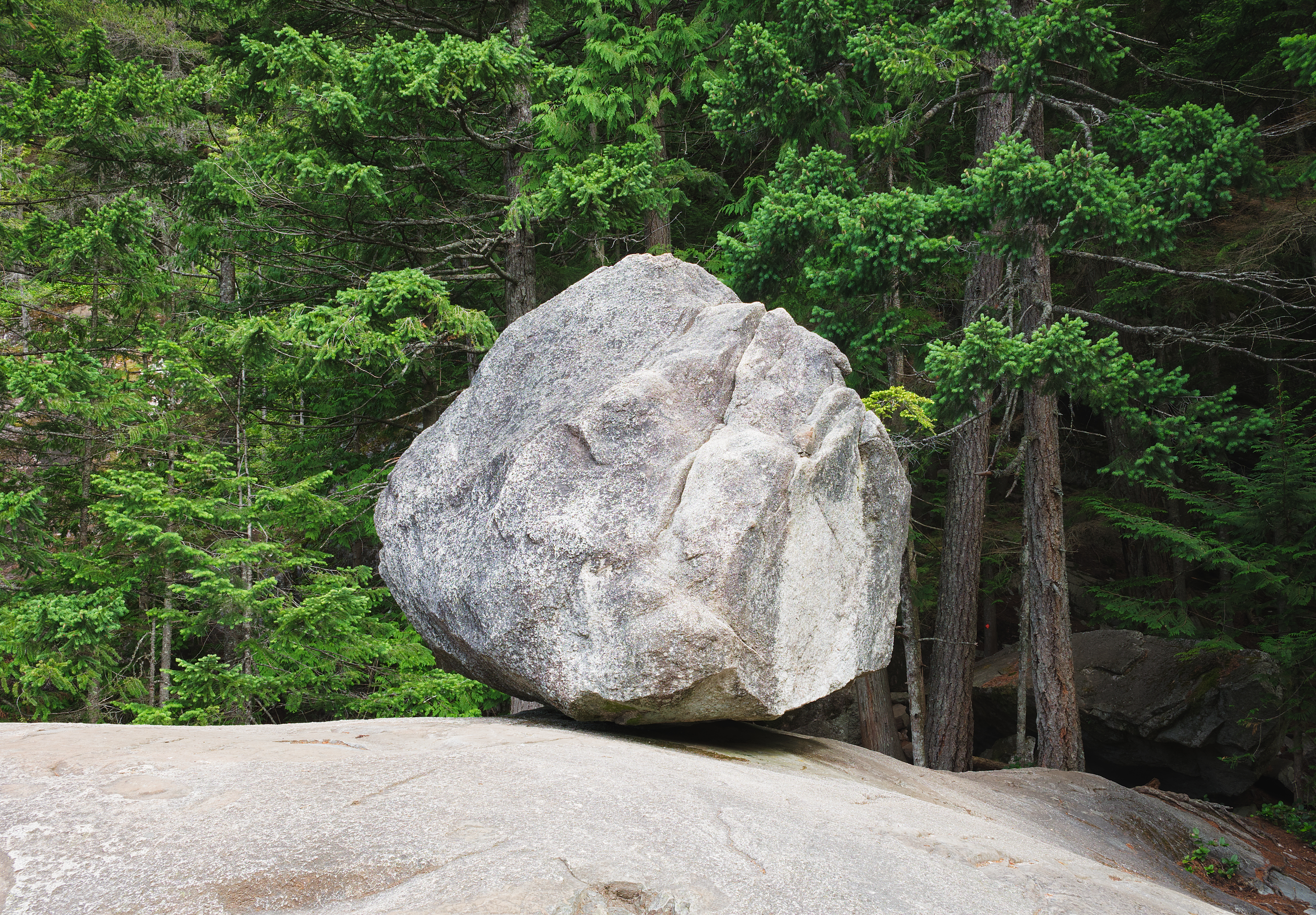
Bloc en Colombie Britannique

En géologie, un bloc désigne un fragment de roche de taille supérieure à 25,6 cm de diamètre selon l'échelle de Udden-Wentworth, ou -8 Φ selon l'échelle de Krumbein.
Un méga-bloc est un fragment de roche de taille supérieure à 1 m de diamètre.

## Échelle de Udden-Wentworth
En 1922, le géologue Charles Keeler Wentworth (1891-1929) modifie le classement granulométrique de J. A. Udden établi en 1914 et propose une échelle logarithmique plus serrée de raison 2 : chaque classe granulométrique correspond à un diamètre du double ou de la moitié de la classe voisine. La classe de base correspond à un diamètre de 1 mm. Cette classification la plus largement utilisée dans le monde scientifique est la suivante :
| Maxi     | Appellation   | Mini     |
| -------- | ------------- | -------- |
|          | Blocs         | 256 mm   |
| 256 mm   | Gros cailloux | 64 mm    |
| 64 mm    | Graviers      | 4 mm     |
| 4 mm     | Granulés      | 2 mm     |
| 2 mm     | Sables        | 1/16 mm  |
| 1/16 mm  | Silts         | 1/256 mm |
| 1/256 mm | Argiles       |          |

## Géomorphologie

### Géomorphologie littorale
Longtemps peu étudiés, les champs de blocs, les cordons de blocs ou les blocs isolés (également appelés blocs cyclopéens) constituent aujourd'hui des marqueurs reconnus d’évènements de haute-énergie (tsunamis, cyclones tropicaux, tempêtes) en milieu littoral. La dimension de ces blocs (longueur, largeur, épaisseur) et leur densité (liée à leur lithologie) permettent, par modélisation mathématique, d'estimer la hauteur ou la vitesse d'écoulement des vagues qui les ont transportés. Leur étude permet de mieux connaître les risques d'inondation marine catastrophique sur les littoraux (cartographie de la zone inondable).

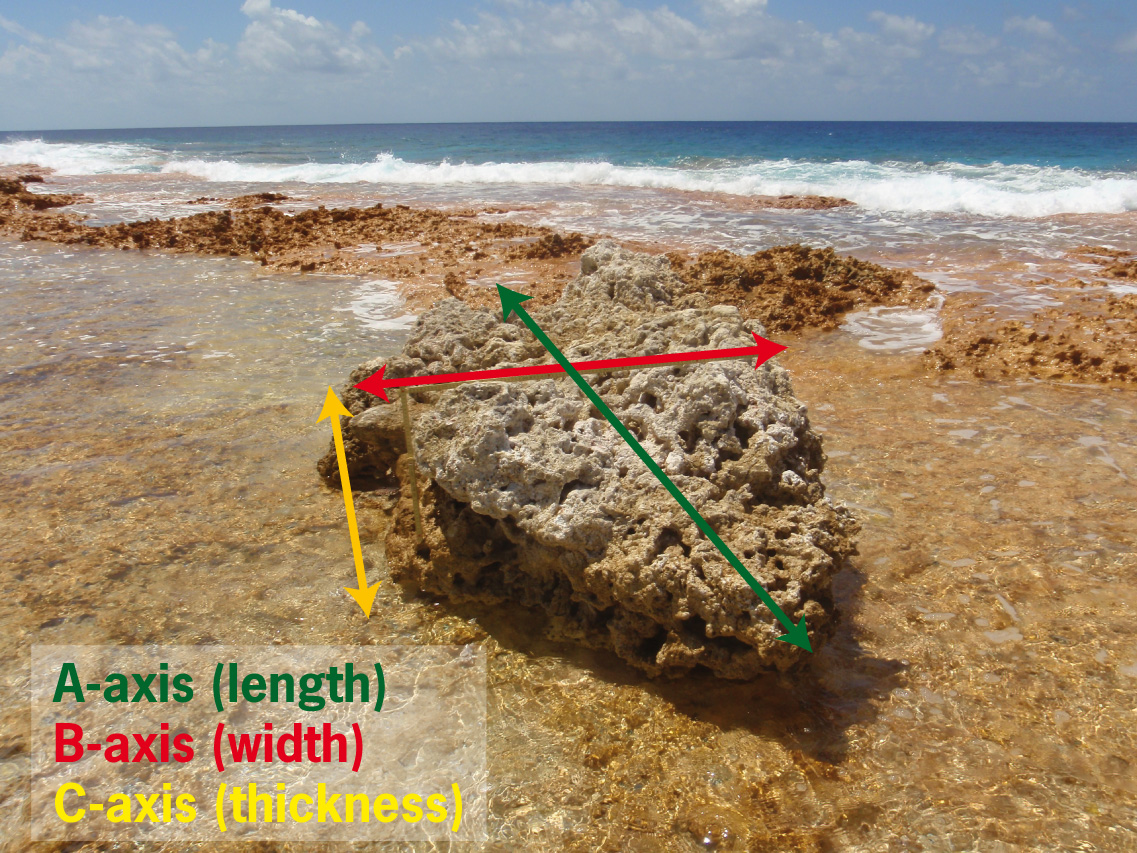
Bloc corallien posé sur le platier récifal de Fakarava à la faveur d'un cyclone tropical.
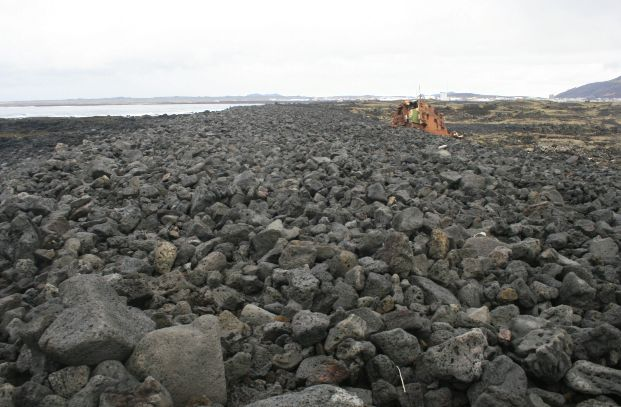
Cordon de blocs de tempêtes sur la côte sud de l'Islande.
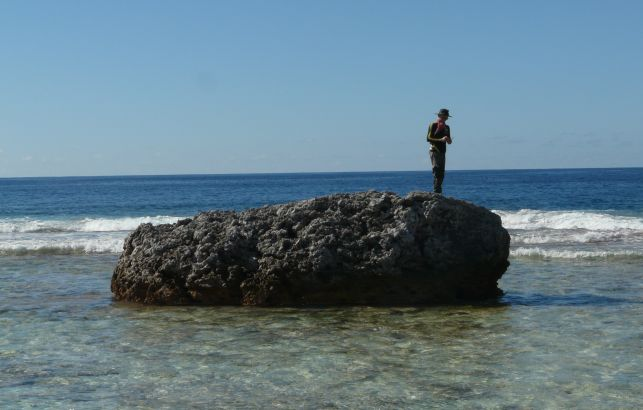
Bloc corallien posé sur le platier récifal de Makemo.

### Géomorphologie glaciaire
Les blocs sont des éléments importants constitutifs des moraines. Un bloc erratique est un élément grossier transporté sur de grandes distances par un glacier. Le dropstone est un bloc isolé abandonné au fond d'un lac ou d'une mer par la fonte d'un glacier, d'un iceberg.